# Прапор Фастова

Сучасний прапор міста Фастів

Пра́пор мі́ста Фа́стів затверджений 23 грудня 1999 р. рішенням Фастівської міської ради.

## З історії міста
Місто Фастів розташоване на річці Унаві. Вперше згадується в історичних документах від 1390 p. В 1601 р. йому надані права і привілеї містечка. Жителі Фастова брали активну участь у визвольній війні 1648—1654 рр. З середини 80-x років XVII ст. Фастів — полкове місто Фастівського полку.

## Опис
Має форму прямокутника з співвідношенням його ширини до довжини як 2:3. Поле прапора розділено в андріївський хрест смугами жовтого кольору в 1/4 від ширини прапора. Верхня та ліва частини блакитного кольору, а права та нижня — зеленого.